# Clyde T. Lusk
Clyde Thomas Lusk, Jr. (20 de diciembre de 1932-23 de octubre de 2014) fue un vicealmirante de la Guardia Costera de los Estados Unidos que se desempeñó como vicecomandante de 1988 a 1990.

## Trayectoria
Había sido comandante del Comandante del Octavo Distrito de la Guardia Costera, Jefe de Operaciones del Octavo Distrito de Guardacostas, Comandante de la Oficina de Inspección de la Marina Mercante y Jefe de la Oficina de Seguridad de la Marina Mercante en el Cuartel General de la Guardia Costera. Alumno de la Academia de la Guardia Costera de Estados Unidos (1954) y del Colegio Industrial de las Fuerzas Armadas.